# Stegastes apicalis
Stegastes apicalis är en fiskart som först beskrevs av De Vis, 1885.  Stegastes apicalis ingår i släktet Stegastes och familjen Pomacentridae. Inga underarter finns listade i Catalogue of Life.